# Carlo Somigliana
Carlo Somigliana (Como, 20 settembre 1860 – Valmorea, 19 giugno 1955) è stato un matematico e fisico italiano.

## Biografia
Di nobili origini e discendente per via materna di Alessandro Volta, compì i suoi studi all'Università degli Studi di Pavia, come allievo di Eugenio Beltrami, e all'Università di Pisa con Enrico Betti. La sua fama si deve soprattutto alle sue ricerche nel campo dell'elasticità: le cosiddette formule di Somigliana (equiparabili alle Formule di Green), tra le altre cose, hanno trovato utile applicazione nel calcolo della velocità di spostamento dei ghiacciai.
Dopo aver iniziato ad insegnare quale assistente all'Università di Pavia, si trasferì all'Università degli Studi di Torino dove condusse la maggior parte della sua attività accademica e scientifica, nel campo della fisica matematica. Nel capoluogo piemontese, gli viene affidata la presidenza della Facoltà di Scienze, ruolo che manterrà fino al suo pensionamento, avvenuto nel 1935.
Ritornato a Milano, sfugge ai bombardamenti della seconda guerra mondiale, trovando rifugio nella residenza di campagna di famiglia a Casanova Lanza (frazione di Valmorea), dove muore a tarda età, alcuni anni dopo. Nel piccolo centro comasco, gli è stata intitolata una via e soprattutto si può ancora vedere il palazzo che porta il suo nome.
Fu socio nazionale dell'Accademia delle Scienze di Torino (dal 1905), dell’Accademia dei Lincei (dal 1908), della Accademia Nazionale delle Scienze detta dei XL (dal 1912) e della Pontificia accademia delle scienze (dal 1939).
Tra i suoi allievi, si ricorda Bonaparte Colombo.